# Gonzalo de Hermosillo
Gonzalo de Hermosillo y Rodríguez (Ciudad de México, circa 1560 - Villa de San Felipe y Santiago de Sinaloa, 28 de enero de 1631) fue el primer obispo de la diócesis de Durango en el virreinato de la Nueva España.

## Semblanza biográfica
Sus padres fueron Juan González de Hermosillo y Ana Rodríguez Magdaleno. Profesó en la Orden de los Ermitaños de San Agustín, efectuó sus votos en el convento de México el 22 de mayo de 1583. Estudió teología, hebreo y griego. Impartió clases de teología y escrituras sagradas en la Universidad. 
Conforme a lo solicitado por el rey Felipe III se segregó la diócesis de Guadalajara para erigir la diócesis de Durango o de Guadiana, de esta forma, el 11 de octubre de 1620, el papa Paulo V designó a fray Gonzalo de Hermosillo como primer prelado de la nueva mitra redactando la bula correspondiente al día siguiente. Fue el licenciado Amaro Fernández Pazos quien se encargó de gobernar el lugar a partir del 22 de octubre de 1621 y poco después tomó posesión el nuevo obispo.
El extenso territorio comprendía las provincias de Nueva Vizcaya, Tepehuana, Tarahumara, Topia, Nuevo México, Culiacán, Sinaloa, Ostimir, Sonora y Pimería. Se encontraban establecidos los franciscanos y jesuitas, estos últimos contaban con un colegio, Hermosillo apoyó a fray Miguel de Sossa para introducir también a los frailes agustinos.
Falleció el 28 de enero de 1631 cuando se encontraba de visita en la Villa de San Felipe y Santiago de Sinaloa. En 1668, sus restos mortales fueron trasladados a la Catedral de Durango.